# Östra Sönnarslöv
Östra Sönnarslöv est une localité suédoise située dans la commune de Kristianstad en Scanie.
Sa population était de 294 habitants en 2010.